# 鳴門町高島

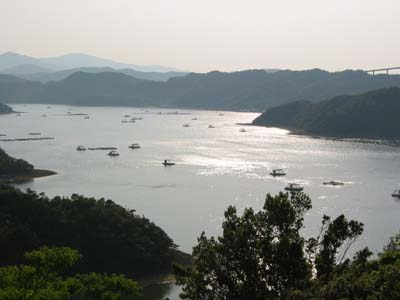
ウチノ海

鳴門町高島（なるとちょうたかしま）は、徳島県鳴門市の大字。鳴門市の北東部に位置する高島全域。郵便番号は772-0051。

## 地理
鳴門海峡内に位置する高島全域が鳴門町高島にあたる。北側でウチノ海、南側で小鳴門海峡に面し、東の橋梁を介して大毛島の鳴門町三ツ石と、南側の橋梁を介して瀬戸町明神と接続する。

### 山岳
- 高島山

### 河川
- あいの水尾川（間水尾） - 用水路。

### 小字
| - 北 - 竹島 - 中島 | - 浜中 - 南 - 山路 |  |

## 歴史
江戸期から町村制の施行された明治22年にかけては板東郡および板野郡の村であった。寛文4年より板野郡に属す。明治22年に同郡鳴門村、昭和15年に鳴門町の大字となった。昭和22年3月には鳴南市、同年5月より現在の鳴門市の字名となる。

## 世帯数と人口
2022年（令和4年）7月31日現在の世帯数と人口は以下の通りである。
| 町丁       | 世帯数    | 人口    |
| ---------- | --------- | ------- |
| 鳴門町高島 | 1,927世帯 | 3,970人 |

## 小・中学校の学区
市立小・中学校に通う場合、学区は以下の通りとなる。
| 番地 | 小学校               | 中学校             |
| ---- | -------------------- | ------------------ |
| 全域 | 鳴門市立鳴門西小学校 | 鳴門市立鳴門中学校 |

## 施設
- 鳴門ウチノ海総合公園
- 鳴門塩田公園
- 福永家住宅
- 鳴門教育大学
- 鳴門市鳴門西小学校
- 小鳴門大橋
- 昌住寺（阿波西国三十三観音霊場18番札所）

## 交通

### バス
鳴門市地域バス・徳島バス
- 鳴門教育大学前
- 鳴門西小前
- 高島

### 道路
都道府県道
- 徳島県道11号鳴門公園線

### 水上交通
- 黒崎渡船 - 1947年に民間から譲渡された市営の渡船であり、料金は無料である[5]。運行業務は堂浦漁業協同組合と新鳴門漁業協同組合が共同で設立したで2003年（平成15年）3月18日に設立した有限会社小鳴門渡船に業務委託されている。